# João, Conde de Barcelona
João de Bourbon e Battenberg (Santo Ildefonso, 20 de junho de 1913 – Pamplona, 1 de abril de 1993) foi chefe da Casa Real Espanhola entre 1941 e 1977 e, como tal, legítimo pretendente à Coroa de Espanha. Conhecido como Conde de Barcelona, devido ao seu título oficial, se tivesse reinado o teria feito como “João III”. Apesar de não ter sido um rei efetivo, o seu túmulo está localizado no Panteão dos Reis do Mosteiro de El Escorial e inclui a seguinte inscrição em latim: Ioannes III, comes Barcinonae ("João III, conde de Barcelona"). Filho do rei Afonso XIII e da rainha Vitória Eugênia de Battenberg, é pai do rei Juan Carlos e avô do rei Filipe VI.
Apresenta uma rica biografia, por ter sido o pretendente ao trono e permanecido exilado no Estoril (Portugal) durante o longo governo ditatorial de Francisco Franco. José Luis de Vilallonga, em vários dos seus livros, relata as vicissitudes experimentadas pelo personagem, bem como suas divergências históricas com Franco. A biografia mais completa e real é o livro D. Juan, escrito por Luís Maria Anson, membro da Real Academia Espanhola e membro do Conselho Privado do Conde de Barcelona. Apesar delas, permitiu que seu filho, o futuro Juan Carlos, fosse educado na Espanha, sob a tutela e supervisão de Franco e de seus assessores. Depois da ascensão do filho ao trono, veio a renunciar aos seus direitos dinásticos.              
A 31 de janeiro de 1986 foi agraciado com a grã-cruz da Ordem Militar de Cristo de Portugal.
Faleceu em 1993, na Espanha, durante o reinado de seu filho João Carlos I de Espanha.

## Primeiros anos

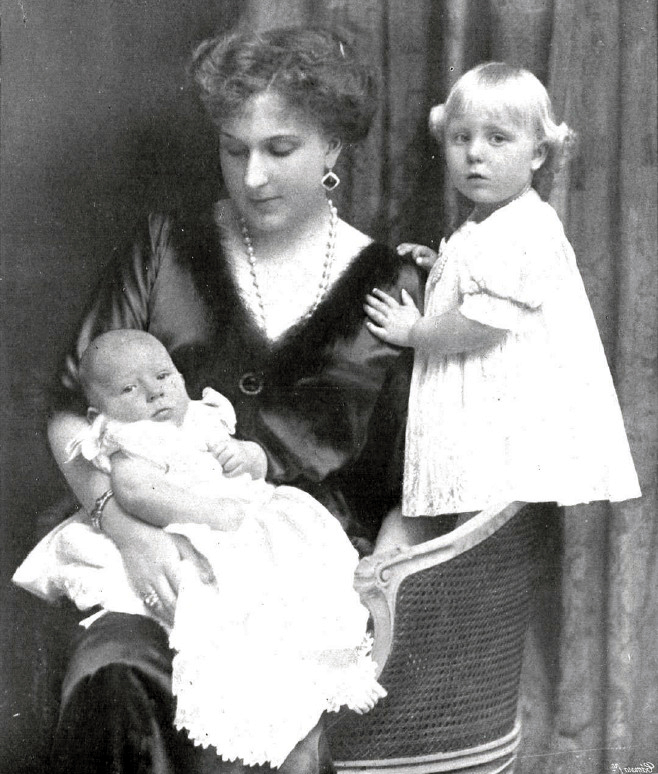
A rainha Vitória Eugênia com seus filhos João (direita) e Beatriz, em 1913

João nasceu no dia 20 de junho de 1913, no Palácio Real de La Granja de San Ildefonso. Era filho do rei Afonso XIII de Espanha e de sua esposa, a princesa inglesa Vitória Eugênia de Battenberg, neta da rainha Vitória do Reino Unido. 
A família real espanhola foi para o exílio depois de umas eleições municipais terem colocado republicanos no poder nas maiores cidades, levando à proclamação da Segunda República Espanhola. Afonso XIII esperava que o seu exílio impedisse uma guerra civil entre republicanos e nacionalistas, algo que não aconteceu, tendo a Guerra Civil Espanhola eclodido pouco tempo depois. A família foi primeiro para França e depois para Itália. Em 1942, foi obrigada a deixar Itália por se ter tornado persona non grata para o governo italiano — de acordo com Harold Tittmann, um representante dos Estados Unidos no Vaticano nessa altura, pelo "apoio à causa aliada".

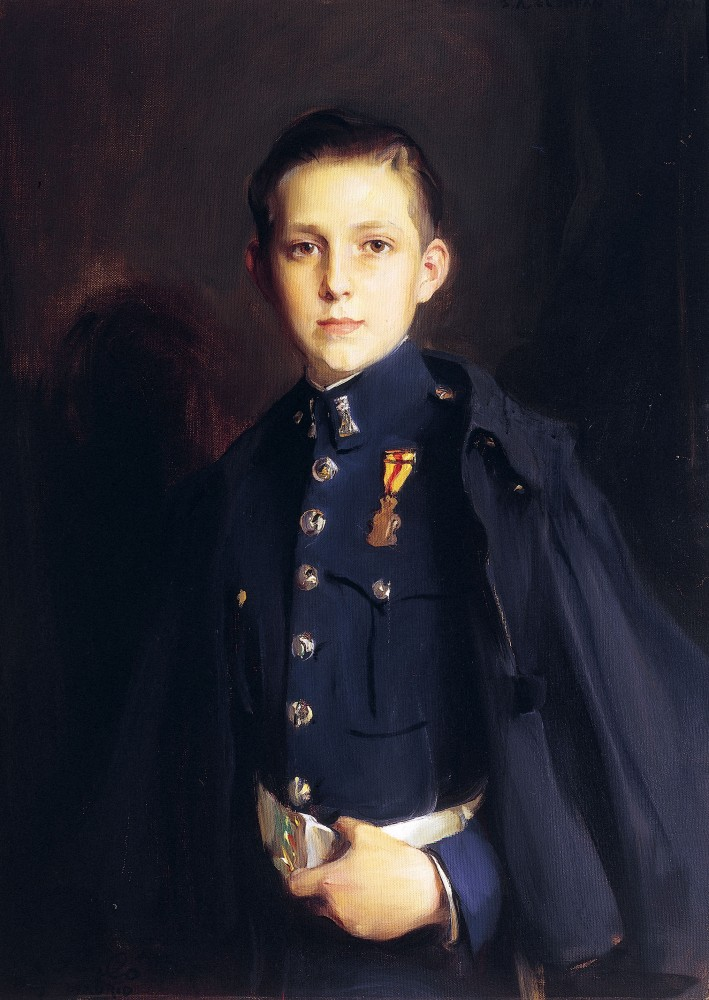
Retrato por Philip de László, 1927

Devido às renúncias de seus irmãos Afonso, Príncipe das Astúrias e Jaime, Duque de Segóvia, o infante João foi proclamado o herdeiro do extinto trono espanhol.

## Casamento
Ele conheceu sua futura esposa em uma festa organizada pelo rei Vítor Emanuel III da Itália no dia anterior ao casamento de sua irmã, a infanta Beatriz. Ele casou-se com a princesa Maria das Mercedes de Bourbon-Duas Sicílias (1910–2000), na Basílica de Santa Maria dos Anjos e dos Mártires, em Roma, em 12 de outubro de 1935. Eles tiveram quatro filhos:
1. Pilar, Duquesa de Badajoz (1936-2020), casada com Luis Gómez-Acebo, Duque de Estrada, com descendência;
2. João Carlos I de Espanha (nascido em 1938), rei da Espanha, casado com a princesa Sofia da Grécia e Dinamarca, com descendência;
3. Margarida, Duquesa de Sória (nascida em 1939), casada com o Dr. Carlos Emilio Zurita e Delgado, com descendência;
4. Afonso, Infante de Espanha (1941-1956), morto acidentalmente com um tiro de seu irmão mais velho Juan Carlos.[6]

A família residiu em Cannes e Roma e, com a eclosão da Segunda Guerra Mundial, mudaram-se para Lausana para a residência da rainha Vitória Eugênia. Posteriormente residiram em Estoril, na Riviera Portuguesa.

## Reivindicação ao trono espanhol
Quando o general Francisco Franco declarou a Espanha uma monarquia em 1947, ele a caracterizou como uma "restauração". No entanto, Franco temia que João revertesse a Espanha Franquista devido a diferentes pontos de vista políticos. Como resultado, em 1969, Franco declarou seu herdeiro o filho de João, Juan Carlos, ignorando a ordem sucessória, pois ele acreditava que seria mais provável que o filho de João, educado sob o regime de Franco, continuasse o Estado franquista depois de sua morte. Juan Carlos, no entanto, surpreendeu por seu apoio à democratização da Espanha. Franco e João não tiveram um bom relacionamento, com este último pressionando Franco constantemente para restaurar a monarquia. As relações azedaram ainda mais quando João chamou Franco de "usurpador ilegítimo", enquanto Franco alegou que ele tinha uma reivindicação mais forte de governar a Espanha do que João.
João renunciou formalmente a seus direitos ao trono espanhol oito anos depois de ter sido reconhecido como herdeiro do trono por Franco, e dois anos depois que seu filho, Juan Carlos, se tornou rei. Em troca, seu filho lhe concedeu oficialmente o título de conde de Barcelona, que ele reivindicou por tanto tempo.

Caso João de Bourbon tivesse reinado, teria sido sob o nome João III, e vários setores monárquicos advogam que ele seja reconhecido como rei apesar de não ter reinado — como João I e Luís XVII da França.